# Croce Rossa (monte)
La Croce Rossa (Croix Rousse in francese) è una montagna delle Alpi alta 3.566 m. Si trova nelle Alpi Graie, lungo la linea di confine tra l'Italia e la Francia.

## Geografia

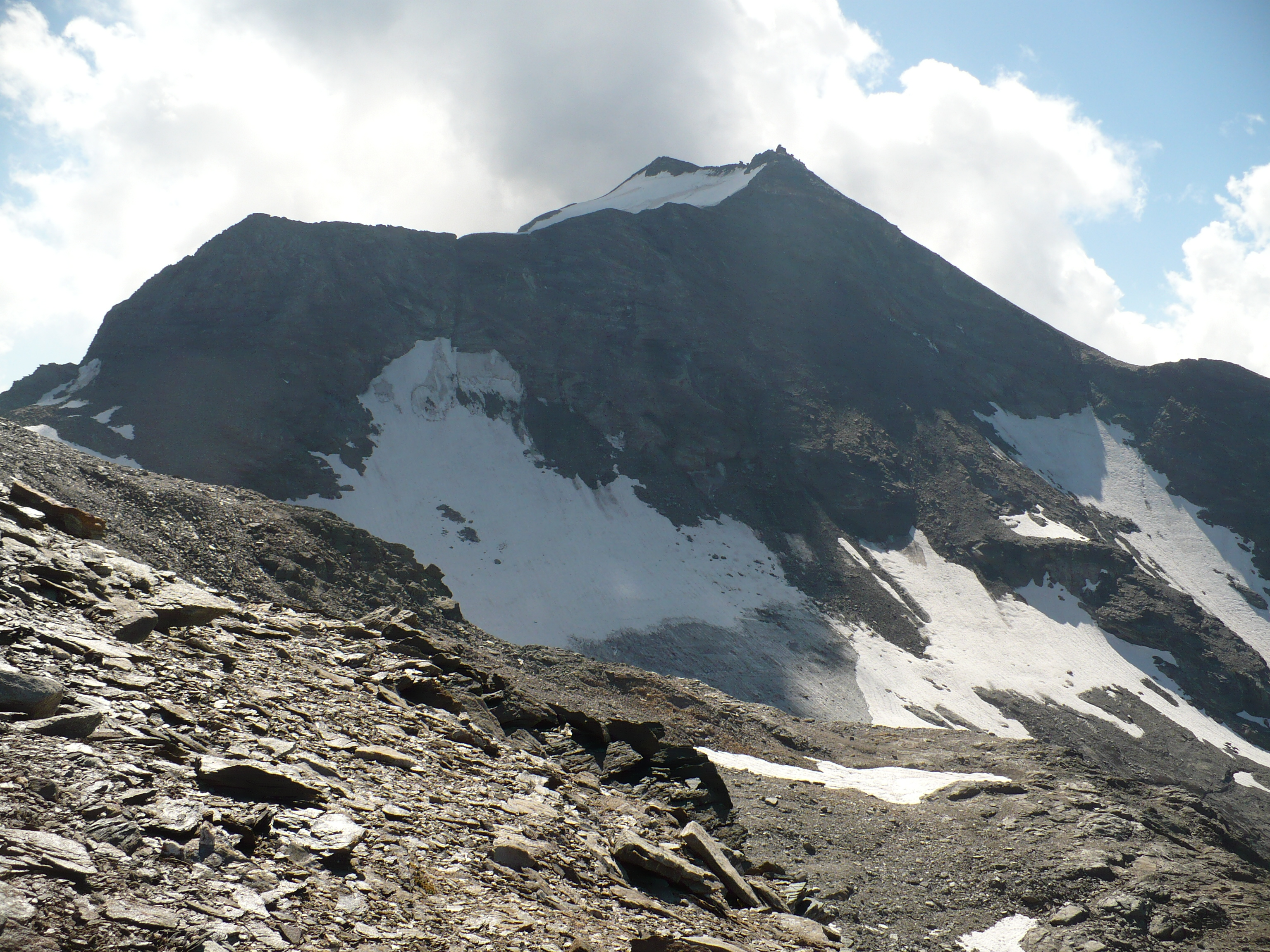
Versante sud del monte.

La vetta si trova alla testata della Valle di Viù (più precisamente sopra il vallone d'Arnas) nelle Valli di Lanzo al confine con la Francia. È collocata lungo la linea di confine che partendo dal Rocciamelone sale a nord verso le Levanne. Sulla cima si trova una statua della Madonna.
Nel versante italiano ai piedi della montagna è collocato il lago della Rossa invaso artificiale di notevoli dimensioni e collocato a quota elevata.

## Ascesa alla vetta

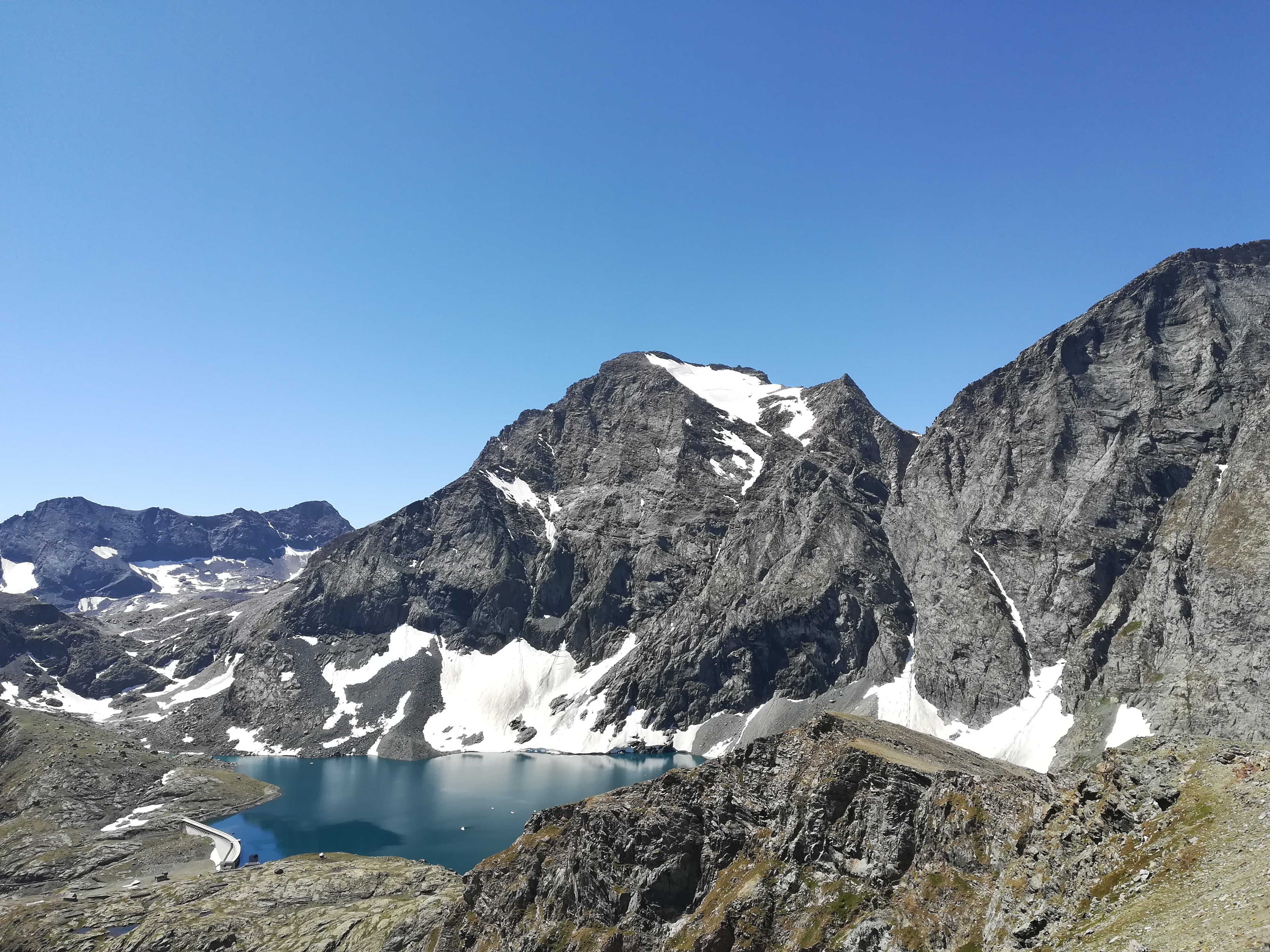
La montagna e con ai piedi il lago della Rossa.

### Accesso estivo
È possibile raggiungere la vetta a partire dal rifugio Luigi Cibrario. Dal rifugio si tratta di salire al Colle della Valletta (3.207 m). Dal passo si sale sulla vetta lungo il versante est. Si tratta di una salita la cui difficoltà, a seconda dell'innevamento, può variare da EE (per Escursionisti Esperti) a F+ (che è in questo caso considerata di tipo alpinistico).

### Sci alpinismo
La Croce Rossa è anche una meta sci-alpinistica, raggiungibile sia dal versante italiano, per il vallone di Arnas, che da quello francese, con partenza dal villaggio di Vincendières. Si tratta in entrambi i casi di una salita considerata piuttosto impegnativa.

## Punti di appoggio
- Rifugio dell'Averole (2.210 m),
- Rifugio Luigi Cibrario (2.616 m).[6]